# Acrotocepheus pangasuganensis
Acrotocepheus pangasuganensis är en kvalsterart som beskrevs av Corpuz-Raros 1990. Acrotocepheus pangasuganensis ingår i släktet Acrotocepheus och familjen Otocepheidae. Inga underarter finns listade i Catalogue of Life.